# Amicta falkneri
Amicta falkneri är en fjärilsart som beskrevs av Ahmet Ömer Koçak 1980. Amicta falkneri ingår i släktet Amicta och familjen säckspinnare. Inga underarter finns listade i Catalogue of Life.